# KNA Connected
KNA Connected er en hiphopgruppe. Gruppemedlemmerne kommer fra USA, Den Dominikanske Republik og Cuba og bor i Danmark.
Det er de tre rappere Khalil, Big N og AG. Gruppens navn er dannet af deres initialer, der er forbundne: KNA Connected.
Gruppemedlemmerne mødte hinanden gennem deres kærlighed til basketball og rapmusik. De rapper desuden på dansk, engelsk og spansk. 
I 2009 blev trioen til en duo, da rapperen Khalil forlod gruppen for at satse på en solokarriere. Big N og AG fortsatte under navnet KNA Connected.
Deres mest berømte single "FIBS (løgn og latin)" er en sang de lavede, hvor de i hele teksten lyver om, hvor mange penge de har: "De kalder mig Onkel Joakim det for insane har mit eget fjæs på mine egne penge".
Videoen kom på andenpladsen på DR's Boogie Listen og ligeledes  nummer 2 på DR K's kulturliste samme år.
I flere af deres sange nævner de deres had til Janteloven, Anders Fogh Rasmussen og Pia Kjærsgaard. "Jeg elsker janteloven hva' tror du selv, når jeg lyver ved du hvad jeg mener" lyder en af deres tekster.
Deres debutalbum Uno udkom medio 2007.

## Diskografi
- Uno (2007)
- Spanglish System (2013)